# ديان كانون
ديان كانون (بالإنجليزية: Dyan Cannon)‏ (و. 1937  م) هي مخرجة أفلام، وممثلة تلفزيونية، وممثلة أفلام أمريكية، ولدت في تاكوما، واشنطن.

## التعليم
تعلمت في جامعة واشنطن.

## وصلات خارجية
- ديان كانون على موقع IMDb (الإنجليزية)
- ديان كانون على موقع الموسوعة البريطانية (الإنجليزية)
- ديان كانون على موقع ألو سيني (الفرنسية)
- ديان كانون على موقع أول موفي (الإنجليزية)
- ديان كانون على موقع قاعدة بيانات برودواي على الإنترنت (الإنجليزية)
- ديان كانون على موقع قاعدة بيانات الأفلام السويدية (السويدية)
- ديان كانون على موقع إن إن دي بي (الإنجليزية)
- ديان كانون على موقع قاعدة بيانات الفيلم (الإنجليزية)
- ديان كانون على موقع كينوبويسك (الروسية)